# Orbite elliptique

Deux corps avec une masse similaire qui orbitent autour d'un même point en orbites elliptiques.

En mécanique céleste et en mécanique spatiale, une orbite elliptique est une orbite dont l'excentricité est strictement inférieure à 1 et non nulle.

## Histoire
L'astronome andalou Al-Zarqali du XIe siècle suggère et affirme déjà que les orbites planétaires sont des ellipses. L'ellipticité des orbites héliocentriques de la Terre et des autres planètes du Système solaire a été découverte par l'astronome allemand Johannes Kepler (1571-1630), à partir des observations de l'orbite de la planète Mars. Kepler publia sa découverte dans son Astronomia nova dont l'editio princeps parut à Prague, en 1609. L'énoncé est connu comme la première loi de Kepler.

## Notions connexes
Par extension, une orbite elliptique est une orbite dont l'excentricité est comprise entre 0 et 1. L'orbite circulaire, orbite dont l'excentricité est nulle, est une orbite elliptique.

## Période orbitale
La période de révolution ({\displaystyle P\,\!}) d'un corps sur une orbite elliptique peut être calculée selon l'équation suivante :
{\displaystyle P=2\pi {\sqrt {a^{3} \over {\mu }}}}
où :
- {\displaystyle \mu \,} est le paramètre gravitationnel standard ;
- {\displaystyle a\,\!} est la longueur du demi-grand axe.